# クロスカントリースキー

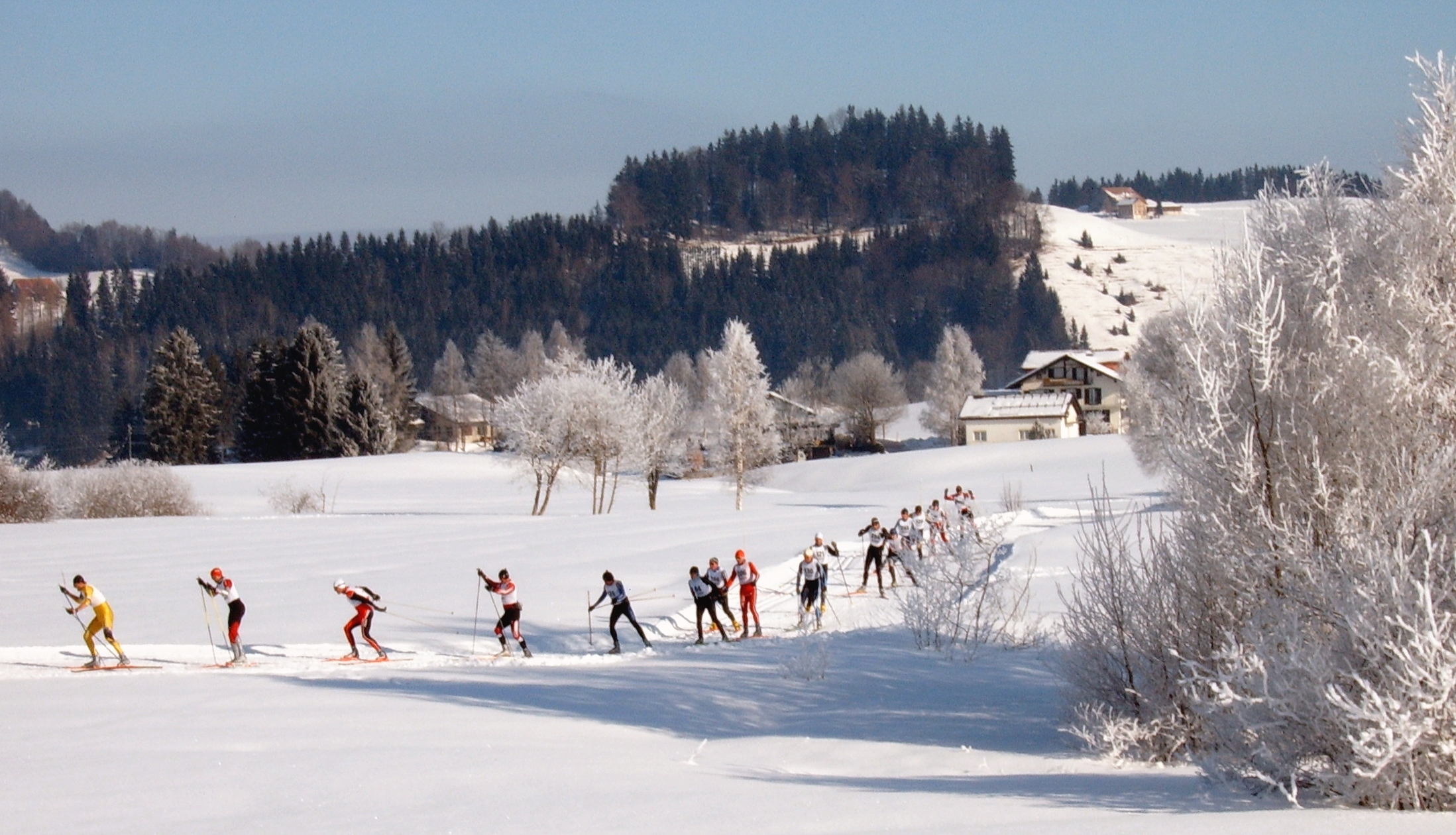

クロスカントリースキー（英語: cross-country skiing）は、スキー競技の一種である。

## 概要
雪上に設営されたコースでスキーとスキーポールを用い、多様な地形での総合的走力を競う競技スキーであり、ノルディックスキーに分類される。スキー本来の用途である雪上での生活移動手段から自然発生的に競技となったものであり、全スキー競技の原点といえる種目である。

国際スキー連盟 (Fédération Internationale de Ski=FIS) が統括管理する以前から多地域で独自に行われており、その名称は英語の"Cross-Country" (または"Distance")、ドイツ語の"Langlauf"、フランス語の"Ski de Fond"など言語によって異なる意味の名詞が用いられている。全日本スキー連盟では「クロスカントリー」で統一しているが、過去には「距離」と称していた。また、一般的にクロスカントリーとは陸上競技の一種目を指し、それと明確に区別する目的でスキーで行うクロスカントリーの意味からスキー・クロスカントリーと呼ばれる事もあり、この場合自転車競技のサイクル・クロスカントリー (シクロクロス)、モーターサイクルスポーツのモーターサイクル・クロスカントリー (モトクロス) と並立する呼称となる。

競技は確定した距離で争われるが、開催地別に大きく異なるコース地形と雪質、および時季と天候による雪の状態の違いにより、公認される世界記録や大会 (コース) 記録の類は存在しない。

オリンピック実施競技である。世界選手権はノルディックスキーとしてオリンピックを挟んだ隔年に、年間シリーズ戦 (FISクロスカントリー・ワールドカップ) は毎年実施されている。また大衆クロスカントリーの年間シリーズ戦 (ワールドロペット/FISマラソン・カップ) も毎年実施されている。

## コース
市街地の公道から公園の林間まで、天然ないし人工で積雪しているあらゆる場所がコースとして設定される。古くは集落間の生活道路で行われており、この形態を守りながら継続されている国際競技会が幾つか存在している。

路面は圧雪され、コースカッターと呼ばれる器具でトラック (2条の溝) 加工が、クラシカル走法によるレースではコース全般にわたり、フリー走法によるレースでは下り坂など必要な個所に施される。

国際大会開催には国際スキー連盟、国内公式大会開催には全日本スキー連盟、それぞれのコース基準を満たし公認されていなければならない。
- 常設コース

路盤整備しクロスカントリー専用または雪のない季節のサイクリング、ウォーキングなどと共用する常設コースもあり、これらには周回路として、平地、丘陵の登坂と降坂、直線と屈曲などを意図的に採り入れ高い競技性となるように設計されている場合も多い。

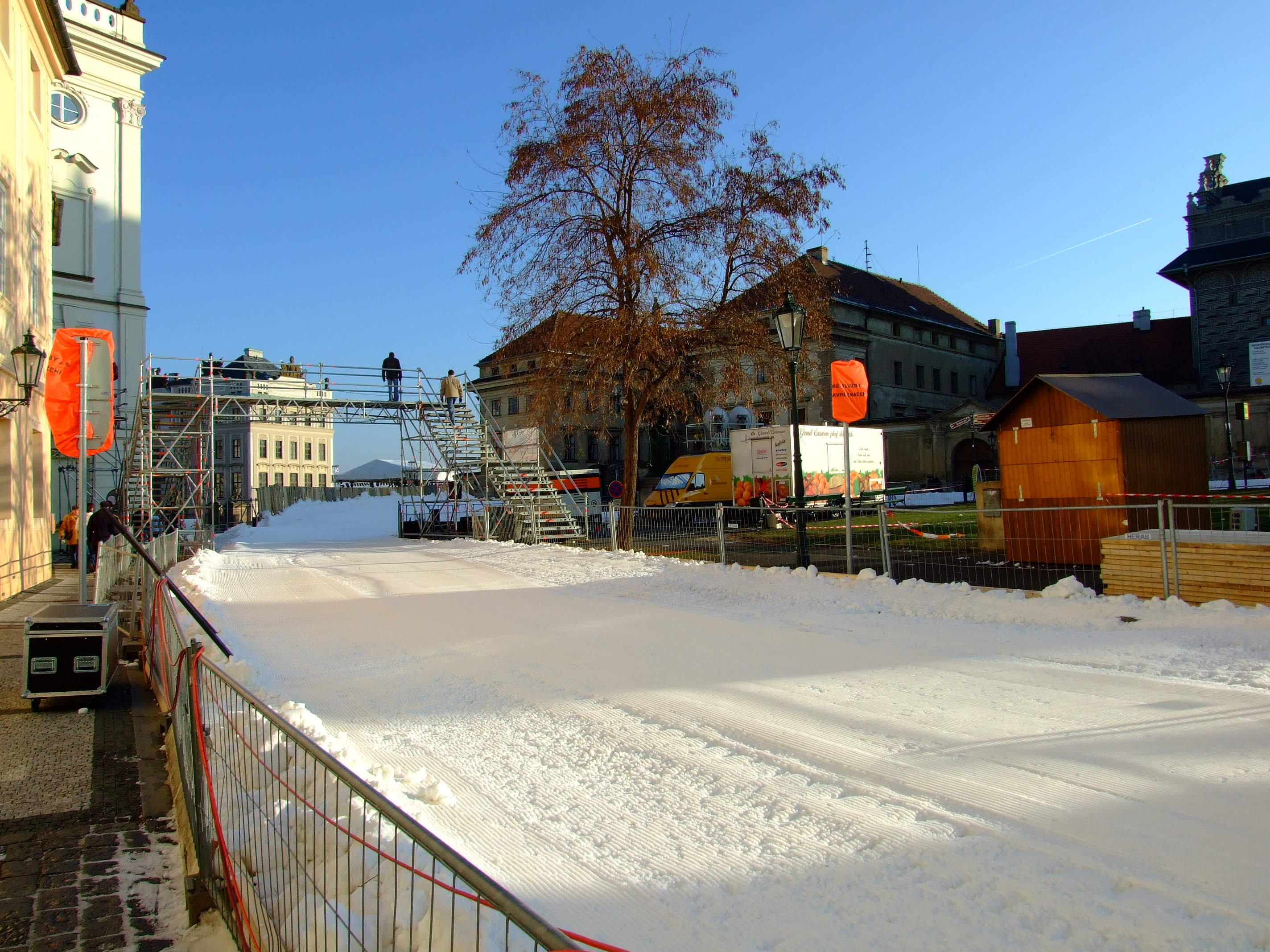
市街地コース
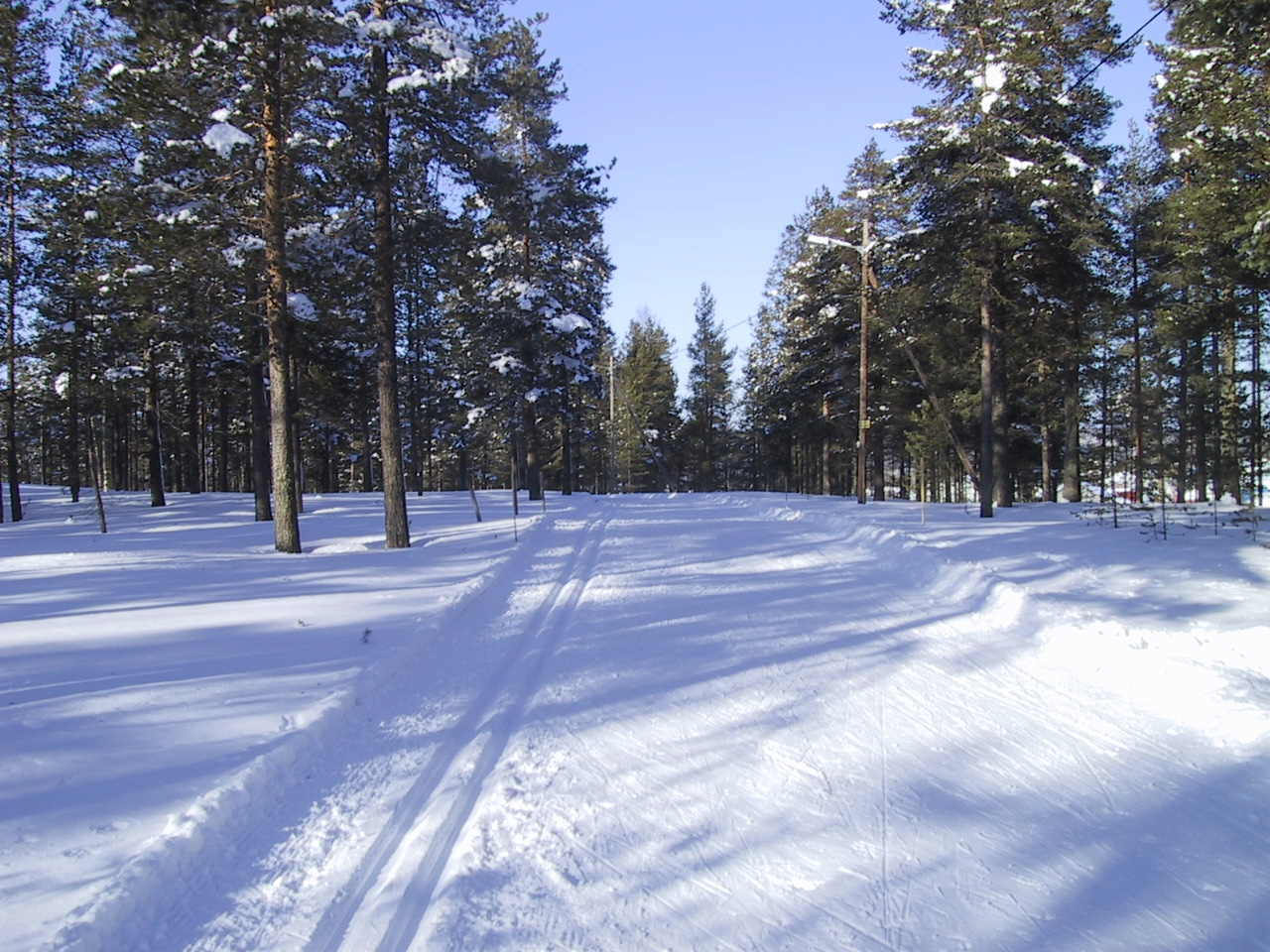
林間コースと左側に設けられたトラック
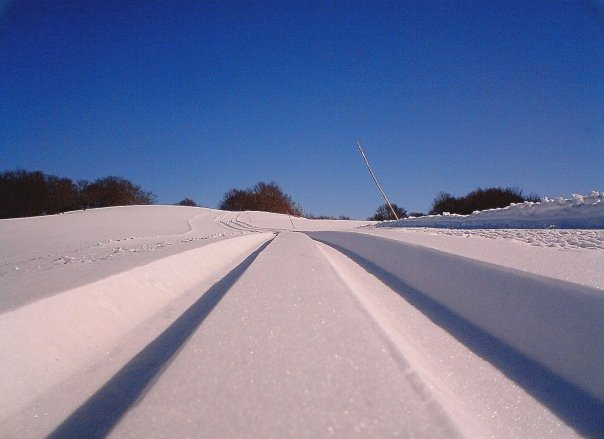
トラックのディティール

## 走法

### クラシカル走法
古くから伝統的に用いられてきた走法技術のみが認められ、スケーティングによる推進は認められない。大きく摺り足する様にスキーを左右交互に滑らせる交互滑走 (ダイアゴナル)、左右同時に突いたスキーポールを支持点にし腰・背中の屈曲によって揃えたスキーを滑らせる推進滑走、スキーをV字状に大きく開き雪面に内側エッジを掛ける様に左右交互に置いて坂を登る開脚登行、またはこれらのバリエーション的走法をコース地形や状況に応じて使い分ける。必然的に開脚登行を要する上り坂を除き、コースの大半がトラック内での滑走となる。

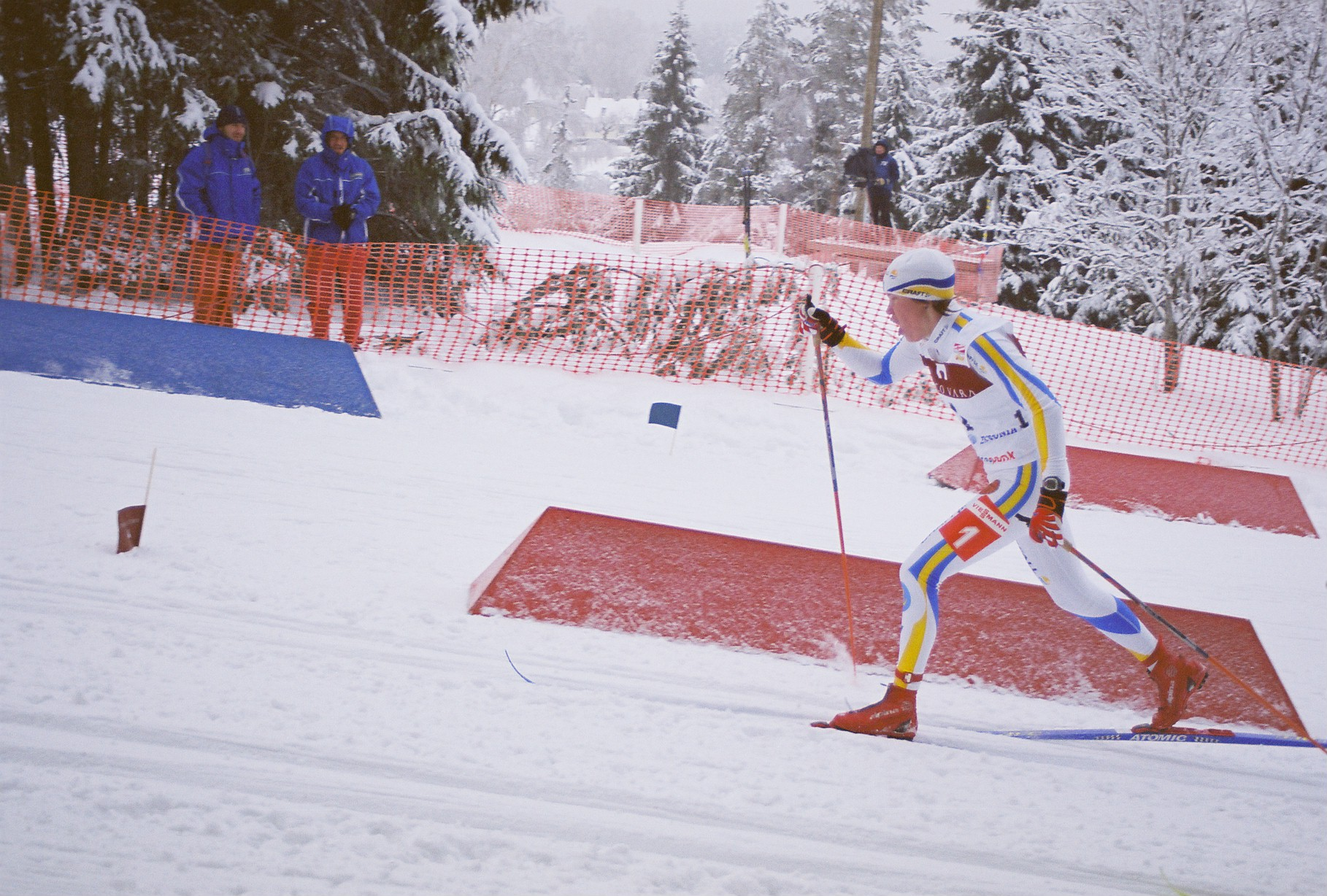
交互滑走
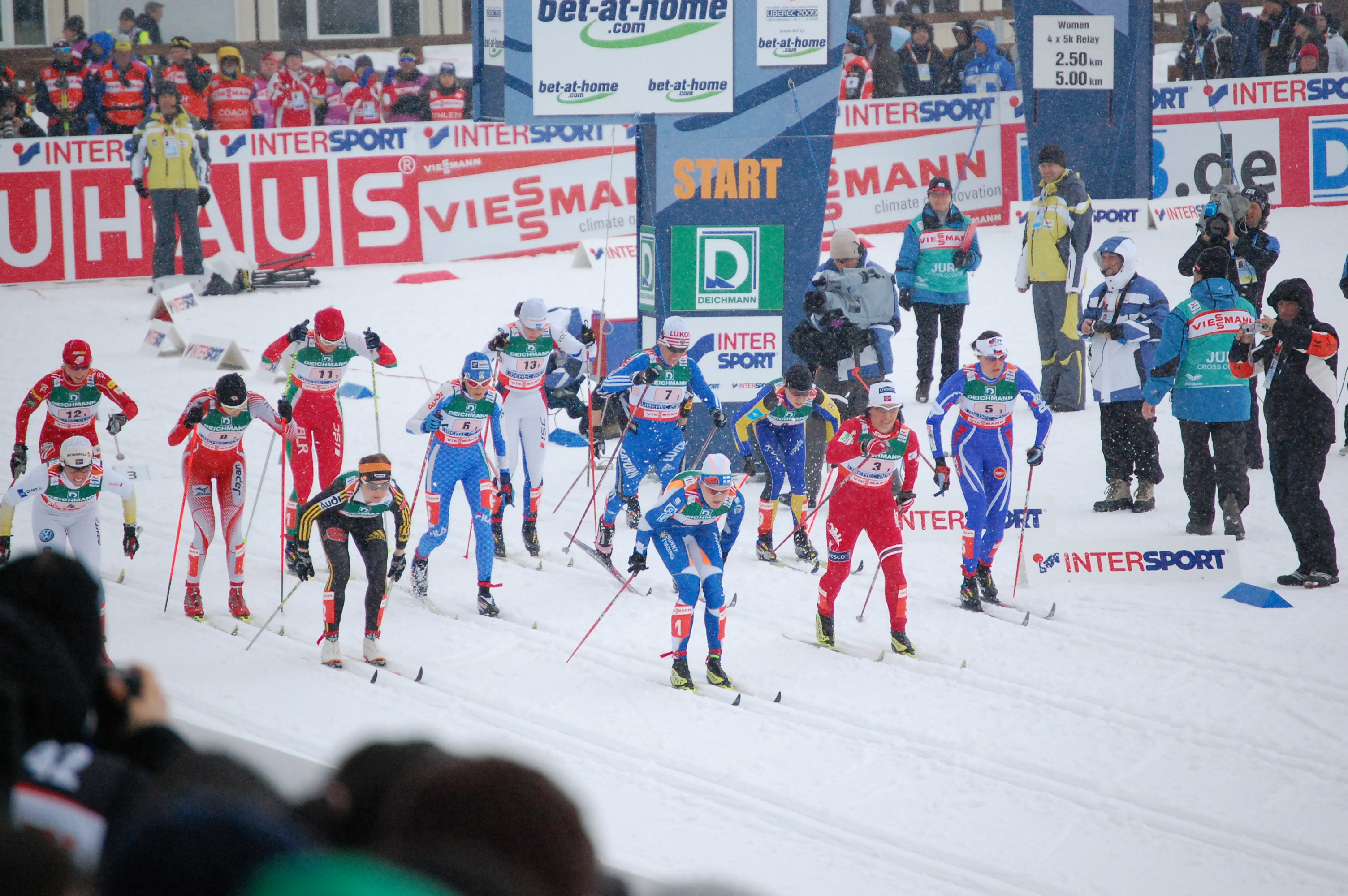
推進滑走 (両脚を揃えている選手たち)
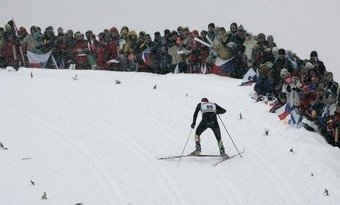
開脚登行

### フリー走法
走法技術に一切の制限がなく、下り坂で滑降する場合を除き、事実上コース全般をスケート滑走技術をスキーに応用したスケーティングでの滑走となる。スケーティング技術にはサイドキックの左右サイクルに対するスキーポールを突くタイミングで数種類のバリエーションがあり、コース地形や状況に応じて使い分ける。またスキーポールを突かないスケーティング技術もあり、主に滑降時に加速させる時にはスキーポールを脇に抱え、ゴールスプリントなど全力加速にはスピードスケート同様前屈して両腕を大きく振る。

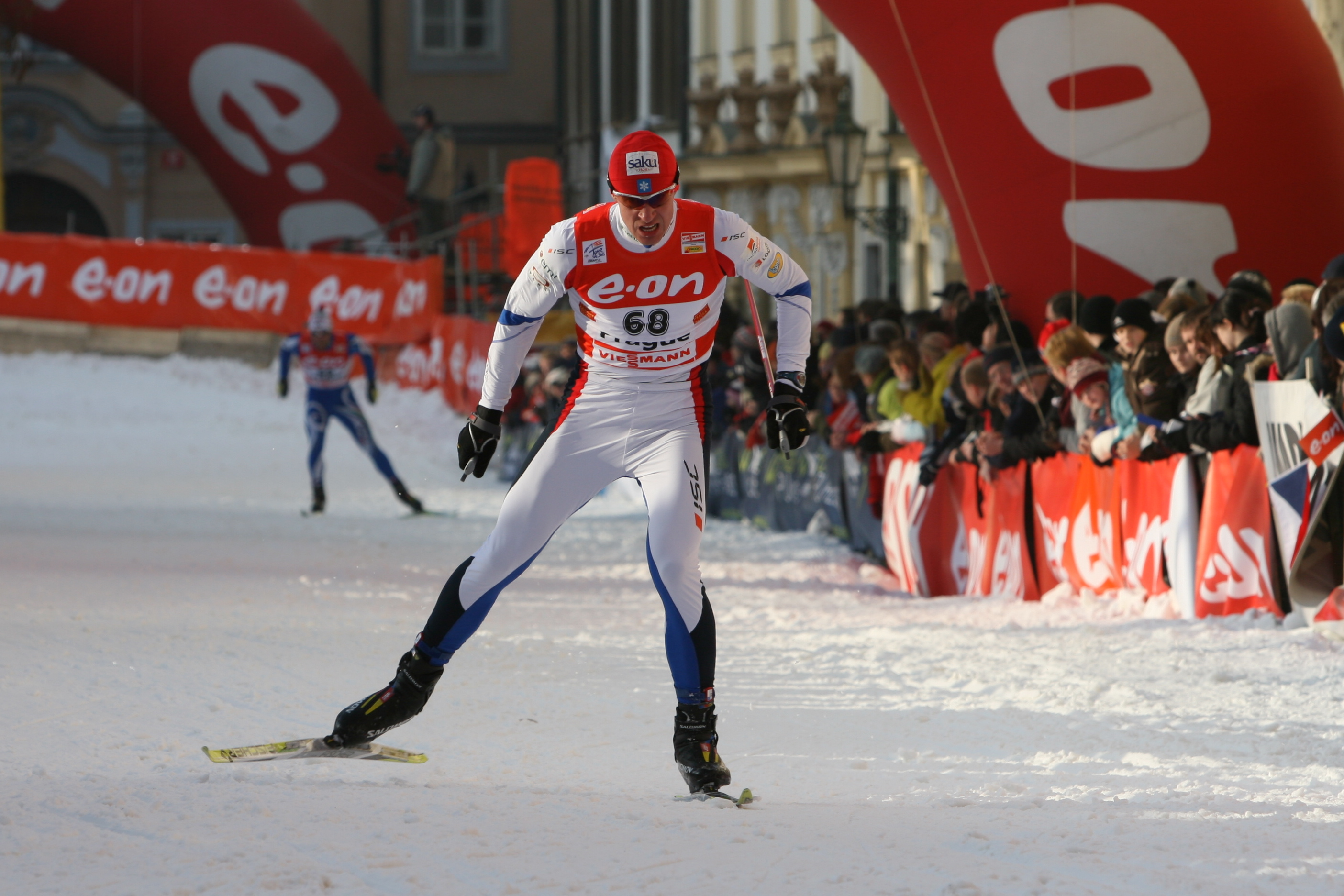
スケーティング

## 競技形式

### インターバル・スタート
出走選手が個別に一定時間差 (一般的に30秒間隔) を以て順次スタートし、予め決められたフィニッシュ線までに要した滑走時間の短さで決勝する。
距離は5、7.5、10、15、30、50、各キロメートルであり、大会の格式や個別の都合により走法と共に選択実施される。五輪・世界選手権においては、現在は女子10キロメートル、男子15キロメートルでのみこの形式が採用されており、走法については、大会ごとにクラシカルとフリーを入れ替えて行われている。

### マス・スタート
出走選手全員が一斉にスタートし、予め決められたフィニッシュ線での着順で決勝する。スタートラインは出走方向へ切妻形を成しており、選手の優先順位に基づき頂角から順番に左右へスタート位置を占位する。
距離は10、15、30、50、各キロメートルであり、大会の格式や個別の都合により走法と共に選択実施される。五輪・世界選手権においては、現在は女子30キロメートル、男子50キロメートルで行われており、走法については、インターバル・スタートで採用されていない方の走法を採用する。

### 大衆クロスカントリー
スキー・マラソンとも呼ばれる。
マス・スタート形式で行われるが、スタートライン形状や距離に何ら規定がない。走法は大会個別に選択されるが、フリーを選択する場合においては伝統的走法を行う参加者に配慮し、コース全般にわたりスケーティング走者と混合しない位置にトラックが設けられる。

### スキーアスロン
前半のクラシカル走法と後半のフリー走法を連続して行う。出走選手全員が前半を一斉にスタート、前後半の中継地点に設けられたピットボックスで機材をクラシカル用からフリー用へ交換、後半のフィニッシュ着順で決勝する。
距離は前半後半それぞれ5 + 5、7.5 + 7.5、10 + 10、15 + 15、各キロメートルであり、大会の格式や個別の都合により選択実施される。
2013年のノルディックスキー世界選手権、2014年のソチオリンピックではパシュートに代わって実施競技に採用された。

### パシュート
前半のクラシカル走法と後半のフリー走法を分割して行う。前半は出走選手が個別に一定時間差を以て順次スタートし、予め決められたフィニッシュ線までの所要時間を計測して終了する。後半は前半の高順位者から所要時間差を以て順次スタートし、予め決められたフィニッシュ線での着順で決勝する。
距離は前半について規定は無く、後半は5、7.5、10、15、各キロメートルであり、大会の格式や個別の都合により選択実施される。

### リレー
1チーム構成を3名と4名のいずれか、走法をクラシカルとフリーのいずれか、大会個別に選択される。4名の場合は2走法採り入れることができるほか、男女混合形式もある。チーム第1走者が全員一斉にスタートし、順次中継区間で次走者の身体に触れ、責任を受け渡し、チーム最終走者のフィニッシュ着順で決勝する。
1名の責任距離は2.5、3.3、5、7.5、10、各キロメートルであり、「(1チームの人数) X (1名の責任距離) 」と表記する。

### 個人スプリント
6名の出走選手が一斉スタートし、男子では1キロメートルから1.8キロメートル、女子では0.8キロメートルから1.4キロメートルにそれぞれ設定された周回コースのフィニッシュ着順で決勝する。参加選手数が6名以上の場合には6名構成の勝ち上がり形式となり、参加選手数が30名を超える場合には、全選手個別スタートでの予選を行い、周回所要時間の短い上位30名に絞られる。走法については、大会ごとにクラシカルとフリーを入れ替えて行う。

### チーム・スプリント
1チーム2名で構成される。4チームから5チームのスターティング選手が一斉にスタートし、周回コースを男子では1キロメートルから1.8キロメートル、女子では0.8キロメートルから1.4キロメートルとなる規定周回毎にパートナー選手と3回から6回の交代を繰り返し、フィニッシュ線での着順で決勝する。参加チーム数が多い場合には勝ち上がり形式となる。走法については、個人スプリントで採用されていない方の走法を採用する。

## 機材
一般に入手可能でかつ国際スキー連盟が定める基準に適合していればいかなる機材も使用可能であるが、事実上クロスカントリーの競技性に最も適した形態と特徴を有した専用機材のみが使用されている。なお、国際スキー連盟基準内で各国個別に使用制限を設けている場合がある。

### スキー
競技者の身長と同程度から1割増し程度までのものが多用される (国際スキー連盟基準では身長から100ミリメートルを引いた長さが下限)。片スキーの幅は40ミリメートル強と狭く、分厚い中央部と薄い前後端の差が大きく、アーチベンドが強い。滑走面からエッジに渡って滑走性を最優先した素材で構成されており、エッジはダリングにより大きく緩められ滑走性を損なわないようにされている。雪の質と状態により滑走面はもとより構造、形状が異なる数種類が用意される。1セットの質量は1000グラム前後と極めて軽量である (国際スキー連盟基準：750グラム以上)。

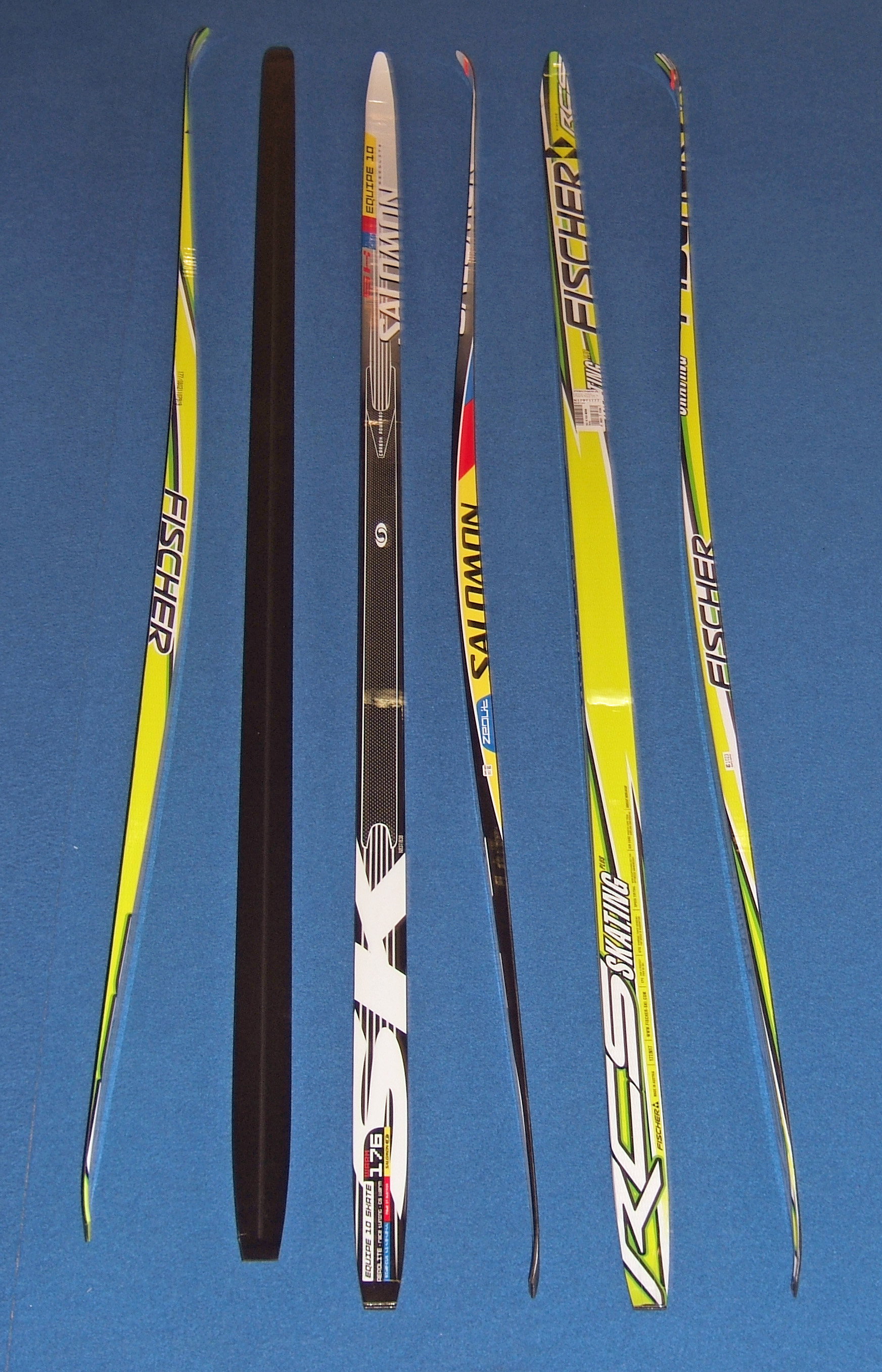

- クラシカル用

フリー走法用よりも少し長く軽い場合が多い。トップの反り上がり (ショベル) が大きく、交互滑走時に後方へスキーを蹴り上げた際、トップと雪面に十分な余裕が取られている。ビンディング取り付け箇所直下の滑走面前後数十センチはグリップゾーンと呼ばれ、滑走性が意図的に削除されており、雪面に食い付くワックス (グリップワックス) を塗ったり、後方へ滑らないうろこ状加工が施される。ダブルアーチベンドと呼ばれる特殊なアーチベンドが用いられており、スキーヤーの質量が掛かった状態でグリップゾーン前後のグライディングゾーン全面が雪面に接する一方、グリップゾーンは雪面に接しない程度の僅かなアーチベンドが残り、交互滑走時などの踏み込み荷重で雪面に接する様にフレックスが調整されている。
グリップワックス
スキー競技の中でもクロスカントリー・クラシカル走法特有のワックスであり、大衆クロスカントリーを除くほぼすべての競技機材に用いられる。交互滑走には踏み込み時にスキーを雪面に留める必要がある為、敢て雪に食い付く成分で配合されている。雪の温度や状態により多様な選択肢がある半面、選択を誤るとグリップ不足や滑走性を損なうなど競争力低下を招く場合がある。
- フリー用

クラシカル走法用よりも少し短く重い場合が多い。幅が中央部に対し前後が数ミリ広い僅かな弧 (サイドカーブ) を成しており、サイドキック開始から終了にかけて滑走速度が増加するに従い、進行方向に対するスキーの斜角が緩くなりパワーが効率よく運動エネルギーへ変換されるようになっている。スケーティング黎明期の1980年代にはエッジにアルペンスキーと同様の研磨された鋼を嵌めたものもあった。

### スキーポール
極めて軽量である。グリップが肩の高さに対しクラシカル走法では少し低く、フリー走法では少し高くなる長さのものが用いられる。ストラップはポール後方押し出し時に掌を確保し伸びや変形によるパワーロスを極力抑える特殊な形状となっている。バスケットは雪面に引っかからないよう後方にのみ広がる形状であり、圧雪に貫入しない最小限の大きさとなっている。石突 (チップ) は小さく、先端が鋭く、前方へ傾いている。

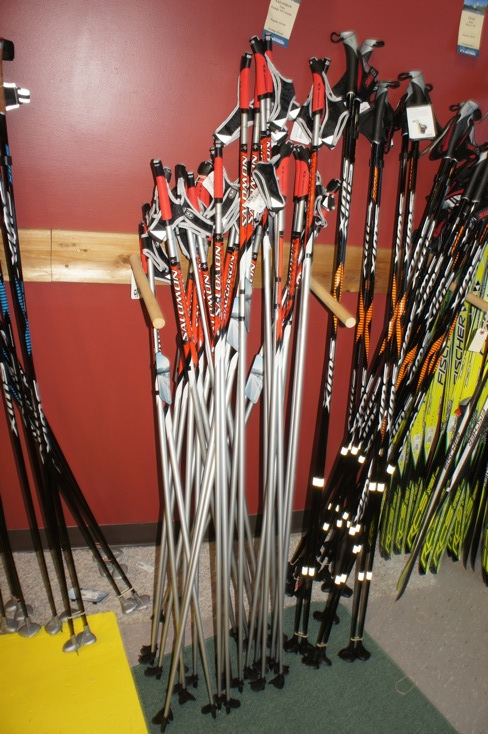
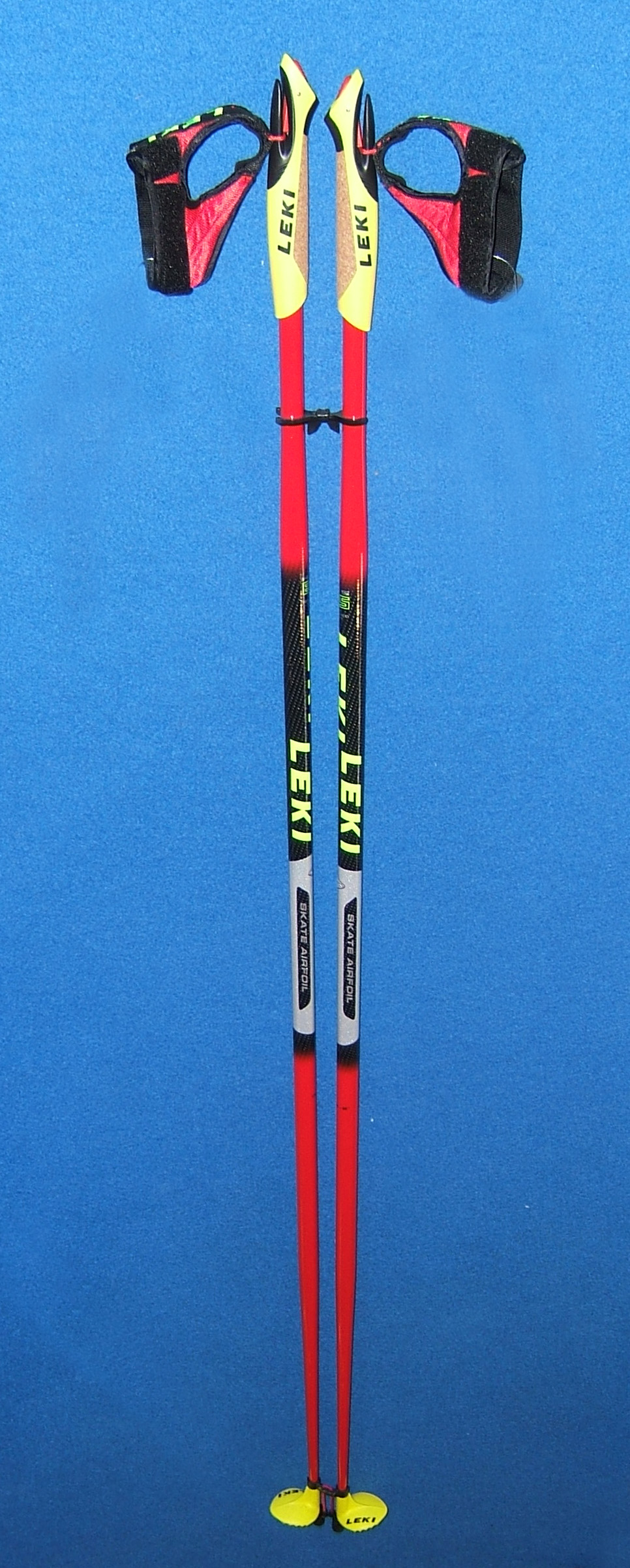

### ビンディング
スキーとは靴の先端部のみ又は補助的に靴底とも接続する構造であり、踵は解放されている。競技用としては事実上2メーカー (フランスのサロモン社、ノルウェーのロッテフェラー社) のシステムに集約されており、それぞれの専用靴底とセット運用される。両システムともに靴底先端下部に埋め込まれた金属製横軸をくわえる様に接続し、それを支点に靴の垂直方向へのスイングを可能とすると同時に、靴先上部を後方へ押し返したり、靴底を下方へ引き戻すなど、復元力が働く機構を備えている。

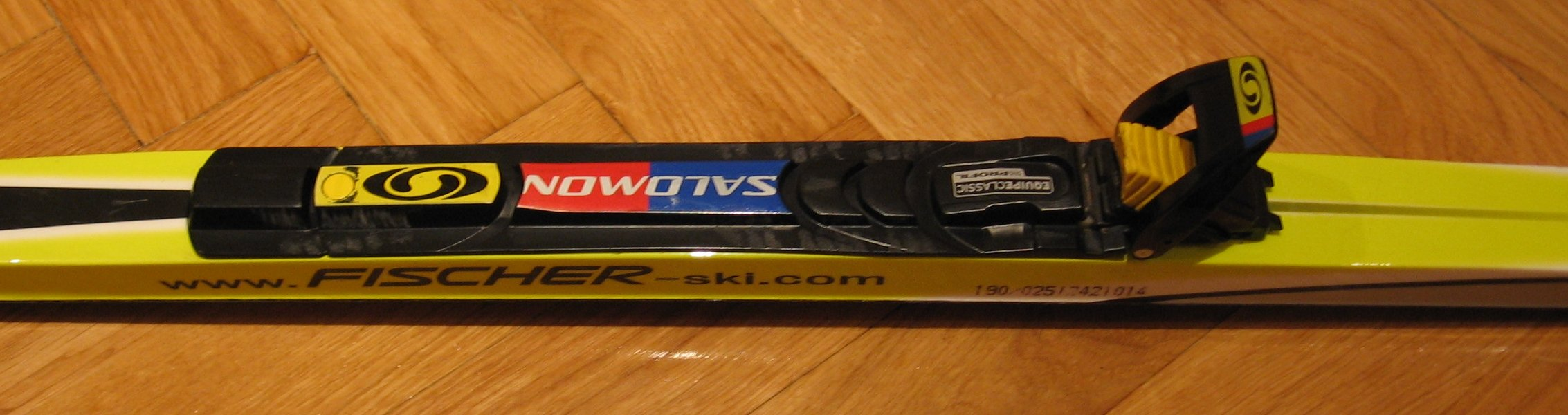
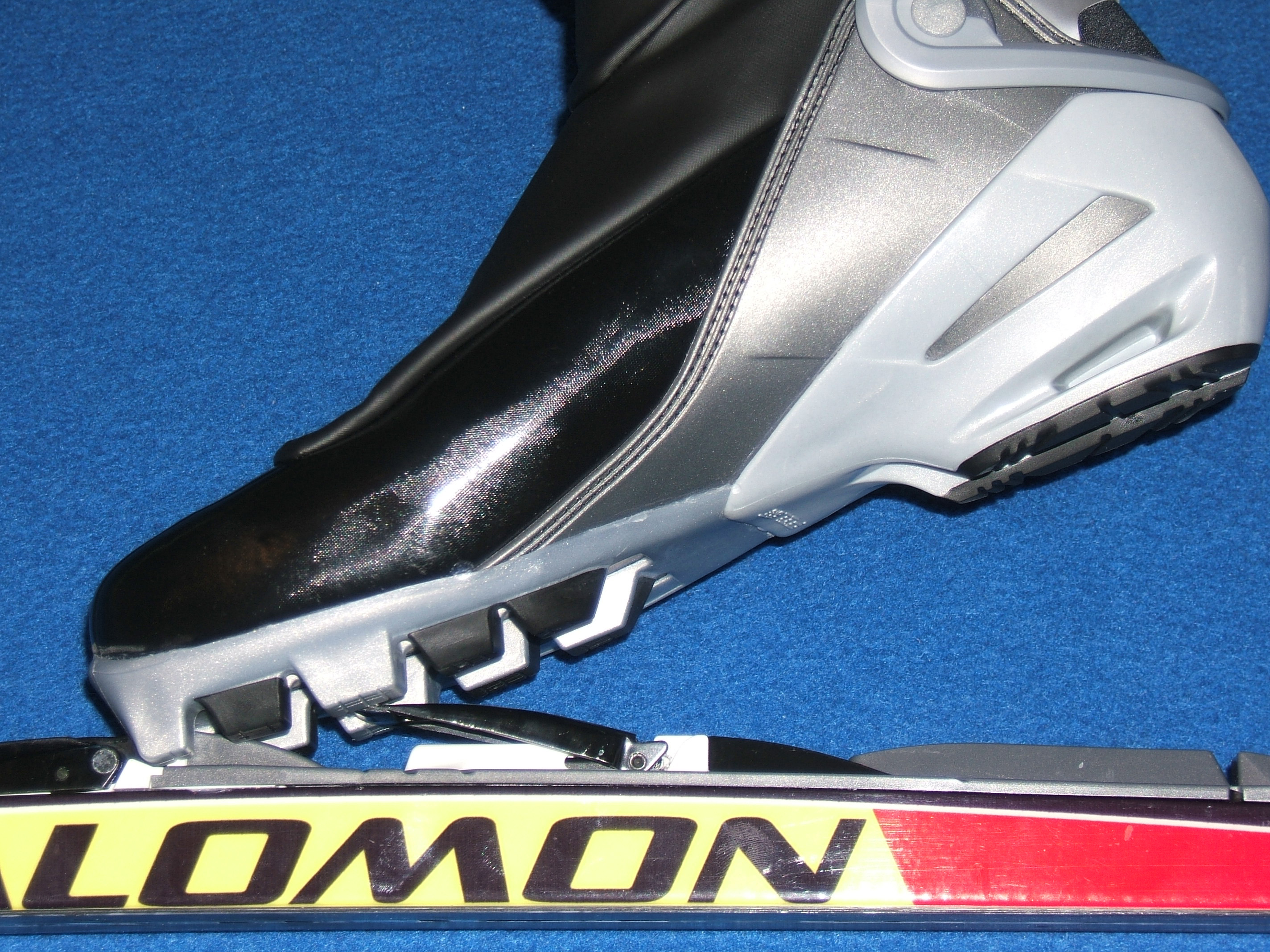

- クラシカル用

靴の復元力が弱く、システム全体はシンプルで軽い。
- フリー用

靴の復元力が強い。高い捻じれ剛性を持ち、プレートをスキーとの間に挟みシステム全体を嵩上げする場合もあり、全体に重い。

### スキー靴
一般的なスポーツシューズと同様に甲部を紐で締める (シューレーシング) 構造となっており、雪の浸入を防ぐアッパーカバーを備えている。靴底は、ビンディングシステムとセット運用する専用品である。
- クラシカル用シューズ

踝から上の動きを妨げないローカット形状である。
軽く、シンプルなシューズ
- フリー用ブーツ

脹脛直下まで立ち上がった高剛性のカフを備えたブーツ形状である。甲部のシューレーシングに加えて、カフをベルクロストラップで締め、サイドキックでのパワーロスを極力抑える構造となっている。クラシカル用に比較して靴底が硬い。
- スキーアスロンブーツ

スキーアスロンにおいて、大きなタイムロスを伴うスキー靴履き替えを行わず連続使用するため、両走法に対応できる仕様となっている。フリー用に近いブーツ形状であるが、脛の動きに余裕があり、靴底は柔らかい。

## 主要大会
- オリンピッククロスカントリースキー競技
- ノルディックスキー世界選手権
- クロスカントリースキー・ワールドカップ